# Gerhard Schneemann
Pour les articles homonymes, voir Schneemann.
Gerhard Schneemann, né le 12 février 1829 à Wesel, province de Rhénanie (Royaume de Prusse) et décédé le 20 novembre 1885 à Kerkrade (Pays-Bas), est un prêtre jésuite prussien, philosophie, historien ecclésiastique et polémiste.  

## Biographie

### Jeunesse et formation
Ses études secondaires au gymnase de Wesel terminées (1845-1848) Gerhard Schneemann étudie le droit et la théologie à Bonn. Il entre alors au séminaire et poursuit sa théologie à Münster où il reçoit le diaconat le 23 février 1850. N’ayant pas l’âge canonique requis pour l’ordination sacerdotale il est envoyé à Rome pour des études supplémentaires de philosophie (1850-1851). Il y réside au collège germanique. C’est là qu’il fait connaissance des jésuites.
De retour en Allemagne Schneemann entre dans la Compagnie de Jésus le 4 novembre 1851 à Münster. Le noviciat terminé il fait une révision générale de ses études d’Humanités (1853-1854) de Philosophie (à Paderborn, 1854-1855) et Théologie (à Cologne et Paderborn, 1855-1856). Il est ordonné prêtre le 22 décembre 1856 à Paderborn. Avant de faire son Troisième An à Münster (1862) il passe deux ans à Cologne et enseigne la philosophie au scolasticat de Bonn (1859-1860) puis à Aix-la-Chapelle (1860-1862). 

### Philosophe et historien
En 1863 Schneemann est envoyé enseigner la philosophie, l’histoire de l'Église et le droit canon au scolasticat jésuite nouvellement ouvert dans l’ancienne abbaye de Maria Laach. Ces trois branches resteront l’orientation de toute sa vie. A Maria-Laach il trouve une atmosphère intellectuelle stimulante. Le corps professoral jésuite comprend plusieurs écrivains. 
En 1864, Schneemann publie ‘Studien über die Honorius Frage’, une réfutation du travail de l’historien Ignaz von Döllinger, ‘Papstfablen des Mittelalters’ (1863). En 1865, les Jésuites de Maria-Laach répondent aux critiques de l'encyclique de Pie IX ‘Quanta Cura’ (8 décembre 1864) dont l’appendice en particulier, le «Syllabus errorum», est très mal reçu. C’est la série ‘Die Encyclica Papst Pius IX, du 8 décembre 1864. dans Stimmen aus Maria Laach’. Schneemann à lui seul écrit cinq des douze études, traitant principalement de la nature de l'Église et de la défense de l'infaillibilité pontificale. Dans la même série Schneemann expose les erreurs contemporaines au sujet du mariage chrétien. 
Il est également très présent dans la deuxième série de documents ‘Stimmen aus Maria Laach’ publiée en préparation du concile Vatican I (1869-1870) : ‘Das ökumenische Concil’. Cofondateur de la revue lorsque Stimmen aus Maria Laach devient mensuel, Schneemann, en est le directeur de 1879 à 1885. 
Son travail le plus ambitieux fut son œuvre monumentale ‘Acta et decreta sacrorum Conciliorum recentiorum (appelée ‘Collectio Lacensis’), qui l'occupa de 1868 à sa mort. Ces ‘acta’ sont de grande utilité pour étudier historiquement les rapports entre les conciles et autres assemblée synodales et le gouvernement de l’Église catholique. L’œuvre rassemble les décrets et déclarations de différentes assemblées ecclésiales d’Europe, Amérique et Asie de 1682 à la fin du XIXe siècle. Schneemann préparait le septième et dernier volume des ‘acta’ (en fait les textes du concile Vatican I) lorsqu’il est mort. Théodore Grenderath acheva l’œuvre et mena à bien son édition finale.
Écrivain prolifique et volontiers polémique il répondit promptement aux attaques du Kulturkampf contre la Compagnie de Jésus et étudia un grand nombre de problèmes historiques ou contemporains dont il publiait les conclusions dans sa revue ‘Stimmen aus Maria Laach’. Ainsi, en 1881, son essai Controversiarum divinae gratiae liberique arbitrii concordia initia et progressus, sur le libre arbitre humain et la grâce divine relança une controverse (la querelle ‘de auxiliis’) vieille de plusieurs siècles ! 
Gerhard Schneemann meurt le 20 novembre 1885 à Kerkrade, dans la maison des jésuites allemands alors en exil aux Pays-Bas. Un des écrivains jésuites les plus célèbres de son temps Schneemann a contribué à définir clairement la position catholique au cœur des controverses politiques et religieuses du XIXe siècle.

## Écrits
- Studien über die Honorius Frage, Fribourg, 1864.
- Irrthümer über die Ehe, Fribourg, 1866.
- Der kirchliche Gewalt und ihre Träger, Fribourg, 1867.
- Die kirchliche Lehrgewalt, Fribourg, 1868.
- Die Entstehung der thomistisch-molinistischen Controverse, Fribourg, 1879.
- Controversiarum divinae gratiae liberique arbitrii concordia initia et progressus, Fribourg, 1881.